# Mac Harald
 Maccus ou Mac Harald (gaélique: Maccus mac Arailt vieux norrois Maccus Haraldsson ) fut un roi des Hébrides et de l’île de Man, vers 962-976.

## Origine
Maccus ou nommé le plus souvent par les annalistes « Mac Harald » (i.e: fils d'Harald) et son frère et successeur Godred Haraldsson (vieux norrois: Guðrøðr Haraldsson)  sont identifiés comme des fils de Harald  Sitricson mort en 940 roi des vikings de Limerick , ce qui ferait d’eux des petits-fils possible de Sigtryggr Caoch roi de Dublin et du Royaume viking d'York en Northumbrie et des membres de la dynastie des Uí Ímair.Les Annales des quatre maîtres transcrivent par erreur son nom de Maccus en Magnus (un nom qui n'a pas été attesté avant le XIe siècle).
Selon les Annales d'Innisfallen, Gilla Pátraic mac Donnchada, roi d'Ossory avait épousé une certaine Malmuire elle aussi « fille d'Harald » qui devait être une sœur de Maccus et de Godfred.

## Activité
La première mention de Maccus émane du Brut y Tywysogion qui le nomme « Mark fils d'Harald » lorsqu'il pille Penmon
Le texte « B » des Annales Cambriae indique qu'en 971 Môn est dévasté par « le fils d'Harald ». Les Annales des quatre maîtres, précitées relèvent en 972 le pillage de l'Île Scattery par Maccus le fils d'Aralt et le fait qu'Imar roi des Gaill de Limerick fut emmené hors de l'île et la violation de Seanan. L'année suivante les Annales d'Innisfallen notent le même événement en relevant que « Le fils d'Aralt effectue une expédition en Irlande avec une grande armée, qu'il pille l'Île Scattery et emmène Imar en captivité  ».
Lorsqu'en 973 le roi Edgar d'Angleterre avait réuni à Chester lors d'une grande cérémonie de couronnement, huit rois vassaux de Grande-Bretagne qui auraient reconnu symboliquement sa suprématie en ramant dans la barque dont Edgard Ier  tenait le gouvernail, Le chroniqueur Florence de Worcester  mentionne parmi eux Maccus roi des îles, Cináed mac Máel Coluim  roi des Scots, Mael Coluim mac Domnall  roi des Cumbriens et son père  Dufnal ainsi deux princes gallois « Jacob » et son neveu et concurrent « Huwal ».